# Батипаля
Батипаля (на италиански: Battipaglia) e град и община в Южна Италия. Населението му е 51 005 жители (2017 г.), а площта 56 кв. км. Намира се в часова зона UTC+1. Пощенският му код е 84091, а телефонния 0828.